# 丙炔酸
丙炔酸，又稱乙炔羧酸，分子式C3H2O2，是一種不飽和有機酸，通常用丁炔二酸加熱製備。將其暴露在陽光下，會轉換為均苯三甲酸（ benzene-1,3,5-tricarboxylic acid ）。
丙炔酸對環境有危害，會污染空氣和海洋。在大氣中會形成酸雨，pH值更可能於5以下，會給動植物造成嚴重危害。例如溶解土壤中的金屬，流入海洋影響魚類的成長和繁殖。水質酸化亦引致水生生物的組成結構發生變化，令藻類和真菌增多，細菌、植物和脊椎動物減少。酸化後會嚴重導致湖泊，河流中魚類減少或死亡。

## 性質

### 物理性質
無色粘稠液體。與水、乙醇、乙醚和氯仿混溶。有類似乙酸的氣味。

### 化學性質
擁有炔烴和羧酸的雙重特性，能進行氧化、還原、酯化和環化，以及生成鹽和醯氯等。

## 製備
- 將丙炔醇加入丙酮中，加入三氧化鉻的硫酸溶液後生成
- 乙炔鈉和二氧化碳於3.55-7.09MPa和90℃以下反應生成
- 還有一種方法，參看下圖

## 用途
- 主要用於有機合成
- 製備丙酸等有機酸
- 製造抗病毒藥物碘苷

## 危險
- 暴露於空氣會刺激粘膜、上呼吸道、眼和皮膚。
- 吸入後，會令可咽喉和支氣管出現痙攣、炎症、水腫、化學性肺炎或肺水腫，甚至死亡。
- 接觸後感到燒灼，會咳嗽、喘息、喉炎、氣短、頭痛、噁心和嘔吐。
- 具腐蝕性和刺激性，易燃、有毒，接觸會灼傷。